# 진혜림
진혜림(중국어: 陳慧琳 천후이린[*], 영어: Kelly Chen, 아명(兒名)은 천후이원(陳慧汶), Vivian Chen, 1973년 9월 13일~)은 중화인민공화국 홍콩 특별행정구의 여성 영화배우이자 가수이다. 원적지는 중화인민공화국 상하이이다.

## 영화
- 1995년: 마마범범
- 1995년: 선락표표
- 1996년: 영원한 사랑
- 1997년: 친니친니 ... 목만이 역
- 1998년: 환영특공 ... 회람 역
- 1999년: 반지연
- 2000년: 라벤다 ... 아데나 역
- 2000년: 소친친 ... 루나 역
- 2000년: 동경공략 ... 메이시 역
- 2001년: 초련나사면
- 2001년: 냉정과 열정 사이 ... 아오이 역
- 2002년: 무간도 ... 이심아 역
- 2003년: 무간도 3 - 종극무간 ... 이심아 역
- 2004년: 대사건 ... 레베카 역
- 2008년: 연의 황후 ... 연비아 역
- 2010년: 72가조객
- 2012년: 팔성포희
- 2013년: 흐린 밤
- 2013년: 대요천궁
- 2014년: 원숭이 왕의 여행
- 2014년: 도둑 마 키

## 드라마
- 1999년: 전체 유령 서식지 홈 (후지 TV)
- 1999년: 아이 99 (RTHK)
- 2001년: 비 배우자의 가족 (후지 TV)
- 2002년: 운명의 사랑 (MBS/TBS)
- 2003년: 사백 그리드의 레 갈리아 베이 특별한 애정 사랑 (TVB)
- 2003년: 특별한 사랑에 갈리아 베이의 가장자리 한심하다 (TVB)
- 2004년: 레 갈리아 베이 하우스 사랑 대법원의 집 가장자리 꿈 (TVB)

## 음반 목록
| 홍콩 정규 음반 - 1995: Dedicated Lover [醉迷情人] 홍콩 1995-12-15 중화민국 1995-12-21 일본 2025-07-12 미국 2025-07-12 - 1996: True Love Special Edition [真情細說] - 1996: Wind, Flower, Snow [風花雪] - 1997: Starry Dreams of Love [星夢情真] - 1997: A Movie [一齣戲] - 1998: Da De Dum (I Am Falling Out of Love) [Da De Dum(我失戀)] - 1999: True Feeling [真感覺] - 1999: Don't Stop Loving Me [繼續愛我] - 2000: Paisley Galaxy [花花宇宙] 홍콩 2000-05-26 일본 2025-05-11 대한민국 2025-05-11 태국 2025-05-11 미얀마 2025-05-11 말레이시아 2025-05-12 미국 2025-05-13 싱가포르 2025-05-14 필리핀 2025-05-14 이탈리아 2025-05-15 캐나다 2025-05-15 프랑스 2025-05-15 포르투갈 2025-05-15 스페인 2025-05-15 중화민국 2025-05-15 중국 2025-05-15 싱가포르 2025-06-06 싱가포르 2025-06-08 싱가포르 2025-06-09 싱가포르 2025-06-12 말레이시아 2025-06-21 - 2000: The Big Day [大日子] - 2001: In The Party - 2002: ASK KELLY - 2002: Dynacarnival [飛天舞會] - 2002: Baby Cat - 2003: Love [愛] - 2004: Stylish Index - 2004: GRACE AND CHARM - 2006: Happy Girl - 2008: Kellylicious - 2013: Reflection | 중국 정규 음반 - 1996: I Don't Think So [我不以為] - 1997: Insight [體會] - 1998: You're Not The Same [你不一樣] - 1998: 애아불애 Love Me Or Not [愛我不愛] DD3819 - 2000: Love You So Much [愛你愛的] - 2001: Fly [飛吧] - 2002: Love Appeared [愛情來了] - 2003: You Don't Mean It [心口不一] - 2005: Eternal Sunshine [我是陽光的] - 2010: Chasing Dreams [微光] | 일본 정규 음반 - 2002: GRACE |

## 콘서트
- 1997: Wind, Flower, Snow Concert
- 1997-1998: Starry Dream of Love World Tour
- 1998-1999: Deep Impact Taiwan Tour
- 2000-2001: Paisley Galaxy World Tour
- 2002-2003: Dynacarnival World Tour
- 2004-2006: Lost in paradise World Tour
- 2008: Love Fighters Concert
- 2015-2016: Kelly Let's Celebrate World Tour

## 한국 방문
- 2005: 아시아송 페스티벌
- 2006: 아시아송 페스티벌
- 2008: 연의 황후 영화홍보

## 라디오
- 2000년: 랩 드라마
- 2000년: 소친친
- 2001년: 초련나사면
- 2001년: 사랑은 힘이다
- 2003년: 도시 에로 - 사랑 뷔페

## 한국 수상 경력
- 아시아송 페스티벌 The 2nd Asia Song Festival（Korea）- Plaque of appreciation| | Performance Video
- 아시아송 페스티벌 The 2nd Asia Song Festival（Korea）- Best Contribution Award（Hong Kong）| Performance Video
- 아시아송 페스티벌 The 3rd Asia Song Festival（Korea）- Plaque of appreciation | Youtube Video (HD)
- 아시아송 페스티벌 The 3rd Asia Song Festival（Korea）- Best Contribution Award（Hong Kong）| Full Performance Video (SD) 보관됨 2014-12-09 - 웨이백 머신
- Daum PC 한국대중적인중국가수 2011 - No.10

## 한국 광고
- 2006년 Laha beautiplex
- 2006년 Isa Knox

## 기타 국가 광고
1994년
- 상하이 맥주(홍콩)
- HSBC 은행(홍콩)

1995년
- 체이스 신용 카드 시리즈(홍콩)

1996년
- 체이스 신용 카드 시리즈(홍콩)

1997년
- 체이스 신용 카드 시리즈(홍콩)
- 시세이도 PN 봄과 가을 시리즈(일본)
- 타마가와 타카시 마야 백화점(일본)

1998
- Modonna 술(일본)
- 러간(개념 F) 콘택트 렌즈 솔루션
- 엡손 엡손 컴퓨터와 컬러 프린터 시리즈(홍콩)
- Sifone 왕 시 펜 헤어 케어(홍콩) 지출
- 드비어스 다이아몬드(홍콩)
- 체이스 신용 카드 시리즈(홍콩)

1999년
- 시티즌 XC 시계(일본)
- 엡손 엡손 컴퓨터와 컬러 프린터 시리즈(홍콩)
- 엡손 엡손 컬러 디지털 카메라(홍콩)
- Sifone 왕 시 펜 헤어 케어(홍콩) 지출
- 러간 개념 F 콘택트 렌즈 용액(일본)
- 오브 화장품 시리즈(일본, 대만, 홍콩)
- 큐슈 의 J - 전화 휴대 전화 버전(일본)
- 체이스 신용 카드 시리즈(홍콩)
- Modonna 술(일본)

2000년
- 체이스 신용 카드 시리즈(홍콩)
- 시티즌 XC 시계(일본)
- 엡손 엡손 컴퓨터와 컬러 프린터 시리즈(홍콩)
- Sifone 왕 시 펜 헤어 케어(홍콩 ) 지출
- 삼성 삼성 전자 시리즈(아시아 태평양 대변인)
- 오브 화장품 시리즈(일본, 대만, 홍콩)
- 흥분 슈퍼 네트워크 회사(일본)
- Jphone 큐슈 판 휴대 전화(일본)

2001년
- 시티즌 XC 시계(일본)
- Sifone 왕 시 펜 헤어 케어(홍콩) 지출
- 삼성 삼성 전자 시리즈 (아시아 태평양 대변인)
- 펩시(아시아 태평양 대변인)
- 일본 WOWOW TV를 지불(일본)

2002년
- 시티즌 XC 시계(일본)
- 삼성 삼성 전자 시리즈(아시아 태평양 대변인)
- 후지 필름(홍콩 , 중국)
- 후지 레이저 인쇄(홍콩 , 중국)
- 일본 모리나 가 유업 Crispina 아이스크림 콘(일본)
- 일본 차 하우스, 최 메이 티(일본)
- 홋카이도 윈저 호텔 윈저 호텔(일본)
- BK 아마 , 일본 블랙 맥주(일본)
- 프랑스 마저 Bertagne 스킨 케어(중국)
- 성 프란시스 샴푸(중국)
- 불꽃 시 파코 캐주얼(중국)
- 소니 핸디캠(일본)

2003년
- 시티즌 XC 시계(일본, 홍콩, 대만)
- 삼성 삼성 전자 시리즈(홍콩 , 중국)
- 불꽃 시 파코 캐주얼(중국)
- 맥도날드 맥도날드 " 흔들 흔들 튀김 "(홍콩)
- 후지 필름(홍콩 , 중국)
- 성 프란시스 샴푸(중국)
- 아시아 게임 쇼 2003
- 레드 박스 플러스
- 일본 모리나 가 유업 Crispina 아이스크림 콘(일본)
- 홋카이도 윈저 호텔 윈저 호텔(일본)

2004년
- 시티즌 XC 시계(아시아 태평양 대변인)
- 삼성 삼성 전자 시리즈(홍콩, 중국)
- 3D 골드 골드 보석 시리즈(아시아 태평양 대변인)
- 레 갈리아 베이 부동산(홍콩)
- 맥도날드 맥도날드 " 여름 사랑 이야기 '(홍콩)
- 크리스챤 디올 캡쳐 R60/80 의 역 시간적 시리즈(아시아 태평양 대변인)
- 아시아 게임 쇼 2004
- 성 프란시스 샴푸(중국)

2005년
- 고급(아시아 태평양 대변인) 와 TOTO 비데 화장실
- 3D 골드 골드 보석 시리즈(홍콩 , 중국)
- 캐주얼웨어 의 트렌드 라인(중국)
- 레 갈리아 베이 부동산(홍콩)
- 맥도날드 맥도날드 " 신선한 마요네즈 선거 "(홍콩)
- 맥도날드 맥도날드 의 여름 재미 디저트 시리즈(아시아 태평양 대변인)
- 맥도날드 " 얼음 재미 여름 " 디저트 시리즈(대만)

2006년
- 고급 (아시아 태평양 대변인 ) 와 TOTO 비데 화장실
- 머리 & 어깨 머리 & 어깨 샴푸(아시아 태평양 대변인)
- 3D 골드 골드 보석 (홍콩 , 중국)
- 캐주얼웨어 의 트렌드 라인 (중국)
- 일본 하시엔다 레스토랑 ( 일본)
- 프로젝트 TX 일본 부동산 Partique 수직 (일본)

2007년
- 고급(아시아 태평양 대변인) 와 TOTO 비데 화장실
- 3D 골드 골드 보석(아시아 태평양 대변인)
- 머리 & 어깨 머리 & 어깨 샴푸(아시아 태평양 대변인)
- 캐주얼웨어 의 트렌드 라인(중국)
- 이자녹스 이노 자세(홍콩, 중국, 대만)
- 맥심 월병(홍콩 , 중국)
- 프로젝트 TX 일본 부동산 갤러리아 수직(일본)

2008년
- 삼성 삼성 전자 하여 iDTV(홍콩)
- 3D 골드 골드 보석(아시아 태평양 대변인)
- 캐주얼웨어 의 트렌드 라인 (중국)
- 맥심 월병(글로벌 대변인)
- 맥심 눈 달 케이크(글로벌 대변인)
- 맥심 웨딩 케이크 결혼(홍콩, 중국)
- 쌤소 나이트
- 이자녹스 이노 자세(홍콩, 중국, 대만)

2009년
- 맥심 월병(글로벌 대변인)
- 맥심 눈 달 케이크(글로벌 대변인)
- 맥심 웨딩 케이크 결혼(홍콩, 중국)
- DHC(중국, 대만)
- HealthBaby(홍콩)
- Marccain 인기 패션(중국)

2010년
- 홍콩 디즈니 랜드(홍콩, 중국, 대만)
- Marccain 인기 패션(중국)
- 어니스트 보렐 시계(아시아 태평양 대변인)
- DHC(중국, 대만)
- HealthBaby(홍콩)
- 3D 골드 골드 보석(아시아 태평양 대변인)
- 맥심 월병(글로벌 대변인)
- 맥심 눈 달 케이크(글로벌 대변인)
- 타이 펑 섬유(중국)
- Wii 맞추기 플러스(홍콩)
- 홍콩 소비자 제품(광주) 전시(중국)

2011년
- 맥심 월병(글로벌 대변인)
- 맥심 눈 달 케이크(홍콩을 제외한 글로벌 대변인)
- 3D 골드 골드 보석(아시아 태평양 대변인)
- 어니스트 보렐 시계(아시아 태평양 대변인)
- DHC(중국, 대만)
- 홍콩 무역발전국, 홍콩 소비자 제품 박람회 광저우(중국)
- 홍콩 무역발전국, 청두(成都)에 있는 홍콩 패션쇼(중국)
- 홍콩 무역발전국, 홍콩 쇼 · 하얼빈(중국)
- 홍콩 무역발전국, 홍콩 쇼 · 베이징(중국)
- 홍콩 무역발전국, 홍콩 패션 박물관 창춘(중국)
- Wii 맞추기 플러스(홍콩)
- 타이 펑 섬유(중국)
- HealthBaby(홍콩)
- 리안 ELEC 아기 가구(홍콩 , 중국)
- 왕자 개구리 샤워 젤(중국)
- 지중해 빈혈 중국의 재단(홍콩)

2012년
- 맥심 월병(글로벌 대변인)
- 맥심 눈 달 케이크(홍콩 을 제외한 글로벌 대변인)
- 3D 골드 골드 보석(아시아 태평양 대변인 )
- 어니스트 보렐 시계(아시아 태평양 대변인)
- DHC(중국, 대만)
- 왕자 개구리 샤워 젤(중국)
- 타이 펑 섬유(중국)
- HealthBaby(홍콩)
- 리안 ELEC 아기 가구(홍콩 , 중국)
- 지중해 빈혈 중국의 재단(홍콩)

2013년
- 맥심 월병(글로벌 대변인)
- 맥심 우유 노란 달 케이크(글로벌 대변인)
- 3D 골드 골드 보석(아시아 태평양 대변인)
- 어니스트 보렐 시계(아시아 태평양 대변인)
- DHC(중국, 대만)
- 왕자 개구리 샤워 젤(중국)
- 타이 펑 섬유(중국)
- HealthBaby(홍콩)
- 리안 ELEC 아기 가구(홍콩 , 중국)
- 지중해 빈혈 중국의 재단(홍콩)

2014년
- 맥심 문 케이크(글로벌 대변인)
- Maxim의 커스터드 문 케이크(글로벌 대변인)
- 3D 골드 골드 보석(아시아 태평양 대변인)
- 어니스트 보렐 시계(아시아 태평양 대변인)
- DHC(중국, 대만)
- 소래 복합 멘톨 연고(중국)
- 타이 펑 섬유(중국)
- 린더 Reanda 아기 가구(홍콩, 중국)
- 지중해 빈혈 아동 기금(홍콩)